# Helsing (przedsiębiorstwo)
Helsing GmbH – niemieckie przedsiębiorstwo technologii obronnych z siedzibą w Monachium. Przedsiębiorstwo zostało założone w 2021 roku przez Torstena Reila, Gundberta Scherfa i Niklasa Köhlera. Zajmuje się opracowywaniem dronów wojskowych oraz oprogramowania wykorzystującego sztuczną inteligencję, którego celem jest udoskonalenie systemów uzbrojenia i podejmowania decyzji na polu walki.

## Historia
Spółka Helsing została założona w 2021 roku pierwotnie jako firma zajmująca się oprogramowaniem z zakresu sztucznej inteligencji przez Torstena Reila, twórcę gier, Gundberta Scherfa, który wcześniej pracował w niemieckim Ministerstwie Obrony, oraz Niklasa Köhlera, inżyniera ML. Oprogramowanie przedsiębiorstwa wykorzystuje sztuczną inteligencję do analizowania dużych ilości danych z czujników i systemów uzbrojenia, zapewniając wgląd w sytuację na polu bitwy w czasie rzeczywistym, który pomaga podejmować decyzje. W grudniu 2024 rozpoczęto projektowanie i produkcję własnych dronów, ogłaszając wprowadzenie na rynek dronów HX-2. Na rok 2025, siedziba przedsiębiorstwa mieści się w Monachium, a oddziały w Estonii, Francji i Wielkiej Brytanii. Według Reila, jedną z przyczyn założenia firmy była aneksja Krymu przez Rosję w 2014 roku. Firma zobowiązuje się do sprzedaży wyłącznie rządom demokratycznym.
Założyciel Spotify Daniel Ek zapewił początkowe finansowanie firmy w wysokości 100 mln EUR za pośrednictwem swojego funduszu inwestycyjnego Prima Materia. Wiadomość ta wywołała kontrowersje wśród niektórych artystów korzystających ze Spotify, którzy opowiadali się za bojkotem i sprzeciwiali się wykorzystywaniu przychodów z transmisji strumieniowej na rzecz rozwoju technologii wojskowych. Drugą rundę finansowania Helsing poprowadził General Catalyst (GC), pozyskując 209 mln EUR we wrześniu 2023. GC poprowadziło także trzecią rundę, w której uczestniczyły m.in. Saab, Accel i Lightspeed, pozyskując 450 mln EUR, co pozwoliło na wycenę Helsinga na około 5 mld EUR w lipcu 2024, co oznacza, że dotychczasowy kapitał pozyskany przez tę spółkę wyniósł 761,5 mln EUR.
Po inwazji Rosji na Ukrainę, we wrześniu 2022 Helsing nawiązał partnerstwo z Rheinmetall, a we wrześniu 2023 z Saab, aby zintegrować sztuczną inteligencję z istniejącymi systemami uzbrojenia i kontynuowano rozwijanie systemów sztucznej inteligencji dla Ukrainy w trakcie trwania wojny.
W 2024 roku Helsing zabezpieczył kontrakt na budowę infrastruktury AI dla Future Combat Air System. Również w tym samym roku firma nawiązała współpracę z Airbusem w celu opracowania systemu sztucznej inteligencji Wingman. System sztucznej inteligencji Helsinga został zintegrowana z pokładowym systemem Eurofightera Typhoona EK. System radarowy samolotu Saab JAS 39 Gripen również został udoskonalony przy użyciu oprogramowania firmy Helsing. Helsing nawiązał również współpracę z Bundeswehrą w celu unowocześnienia istniejących platform wojskowych, takich jak pojazdy opancerzone.
Podczas szczytu AI Action Summit 2025 w Paryżu firma Helsing ogłosiła współpracę z Mistral AI w celu stworzenia modeli AI pozwalających na szybsze podejmowanie decyzji.
Na początku 2025 r., po dostarczeniu na Ukrainę 4000 dronów uderzeniowych Helsing HF-1 (gwarantowanych przez Niemcy), producent zgodził się na dostarczenie dodatkowo 6000 dronów uderzeniowych HX-2.
W kwietniu 2025 Bloomberg News poinformowało, że byli pracownicy, inwestorzy i eksperci wojskowi wyrażali obawy co do niezawodności technologii firmy Helsing i uczciwości praktyk biznesowych. Partnerstwo z Rheinmetall zakończyło się w 2024 roku, a spółka zamiast tego nawiązała współpracę z konkurencyjną firmą Auterion.